# 二俣尾駅

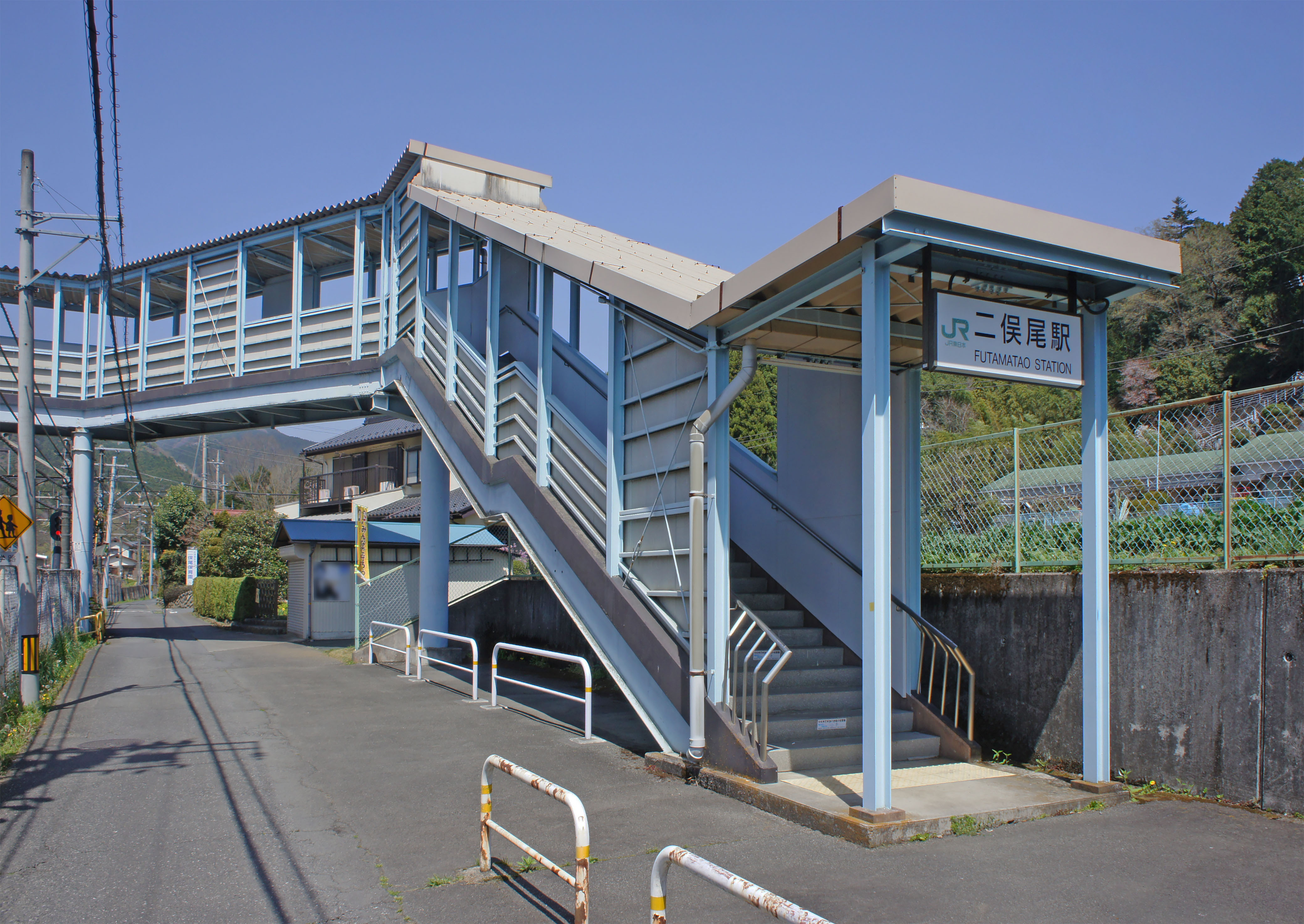
北口（2022年4月）

二俣尾駅（ふたまたおえき）は、東京都青梅市二俣尾四丁目にある、東日本旅客鉄道（JR東日本）青梅線の駅である。駅番号はJC 66。

## 歴史
- 1920年（大正9年）1月1日：青梅鉄道（後の青梅電気鉄道）日向和田 - 当駅間開通と同時に開業[2][3]。旅客および貨物の取扱を開始[3]。
- 1929年（昭和4年）9月1日：当駅 - 御嶽間が開通[2]。
- 1944年（昭和19年）4月1日：青梅電気鉄道の戦時買収私鉄指定による国有化により、運輸通信省青梅線の駅となる[2][3]。
- 1971年（昭和46年）
  - 1月1日：貨物の取扱を廃止[3]。
  - 2月1日：荷物扱い廃止[3]。
- 1987年（昭和62年）4月1日：国鉄分割民営化に伴い、東日本旅客鉄道（JR東日本）の駅となる[2][3]。
- 1989年（平成元年）5月：橋上駅舎化[4]。
- 2002年（平成14年）2月8日：ICカード「Suica」の利用が可能となる[5][6]。
- 2016年（平成28年）4月1日：終日無人化[7]。
- 2018年（平成30年）1月18日：自動券売機での切符の発売、ICカードのチャージ等を終了。

## 駅構造
島式ホーム1面2線を持つ地上駅である。橋上駅舎となっている。
自動券売機は以前はあったが、2018年（平成30年）1月18日をもって撤去された。出札窓口のあるところから跨線橋が南北に伸びており、それぞれ南口・北口となる。南口側にあった木造の旧駅舎は、現在の駅施設の使用が開始されてからもしばらく残されていたが、のちに撤去されている。乗車駅証明書発行機、簡易Suica改札機が設置されている。

### のりば
| ホーム | 路線   | 方向 | 行先             |
| ------ | ------ | ---- | ---------------- |
| 南口側 | 青梅線 | 下り | 御嶽・奥多摩方面 |
| 北口側 | 青梅線 | 上り | 青梅・立川方面   |

（出典：JR東日本:駅構内図）
※案内上の番線番号は設定されていない。

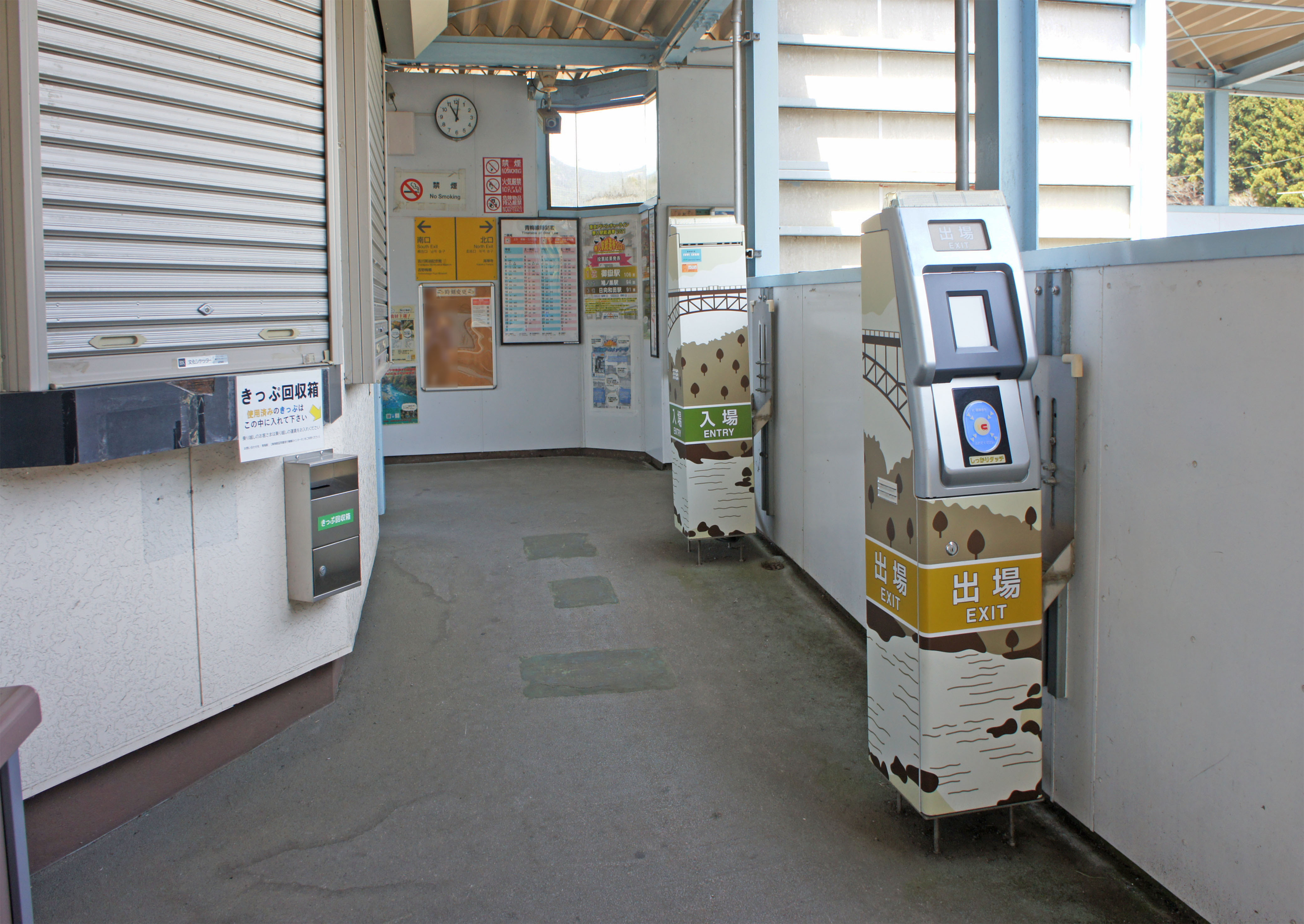
改札口（2022年4月）
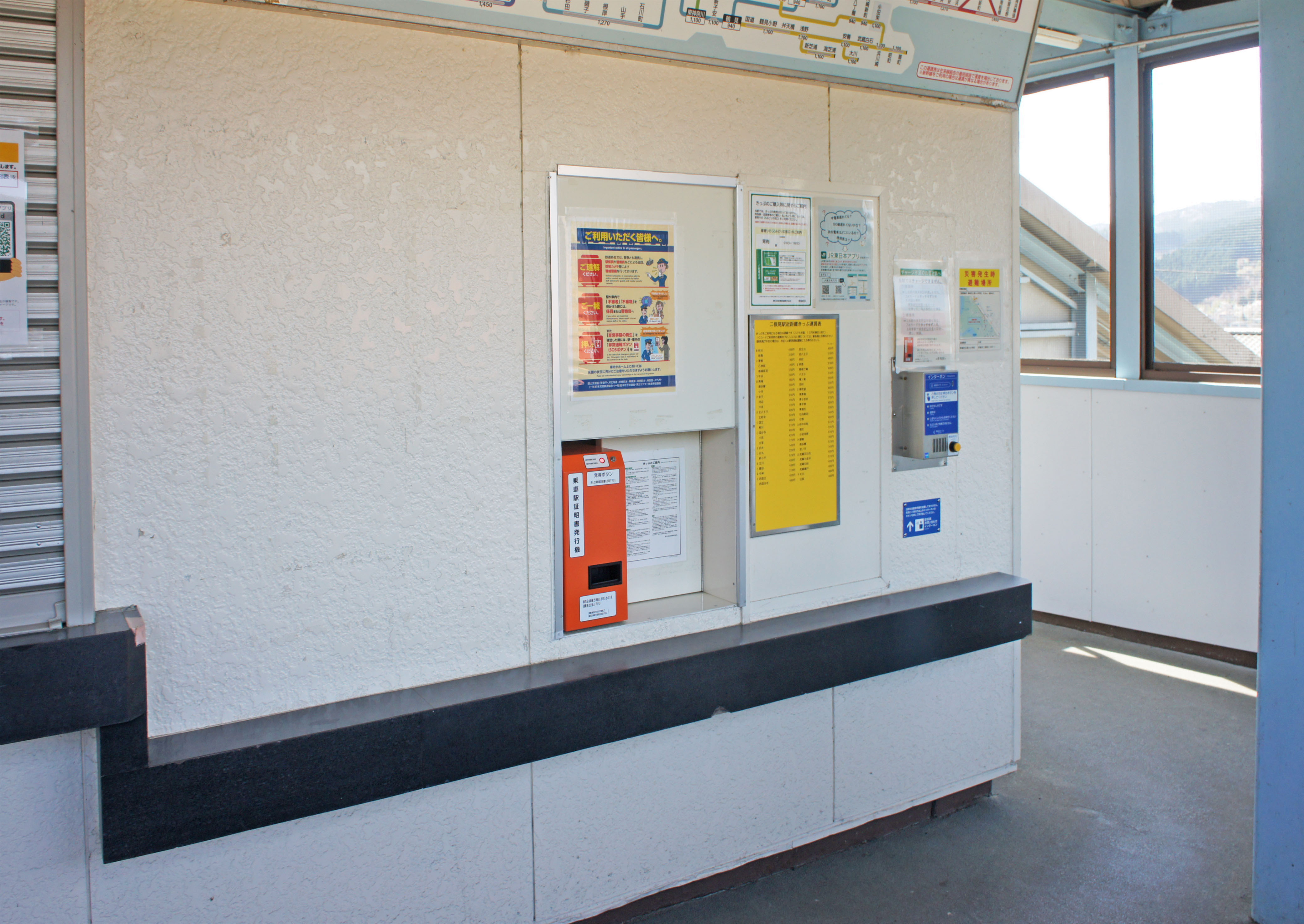
乗車駅証明書発行機（2022年4月）
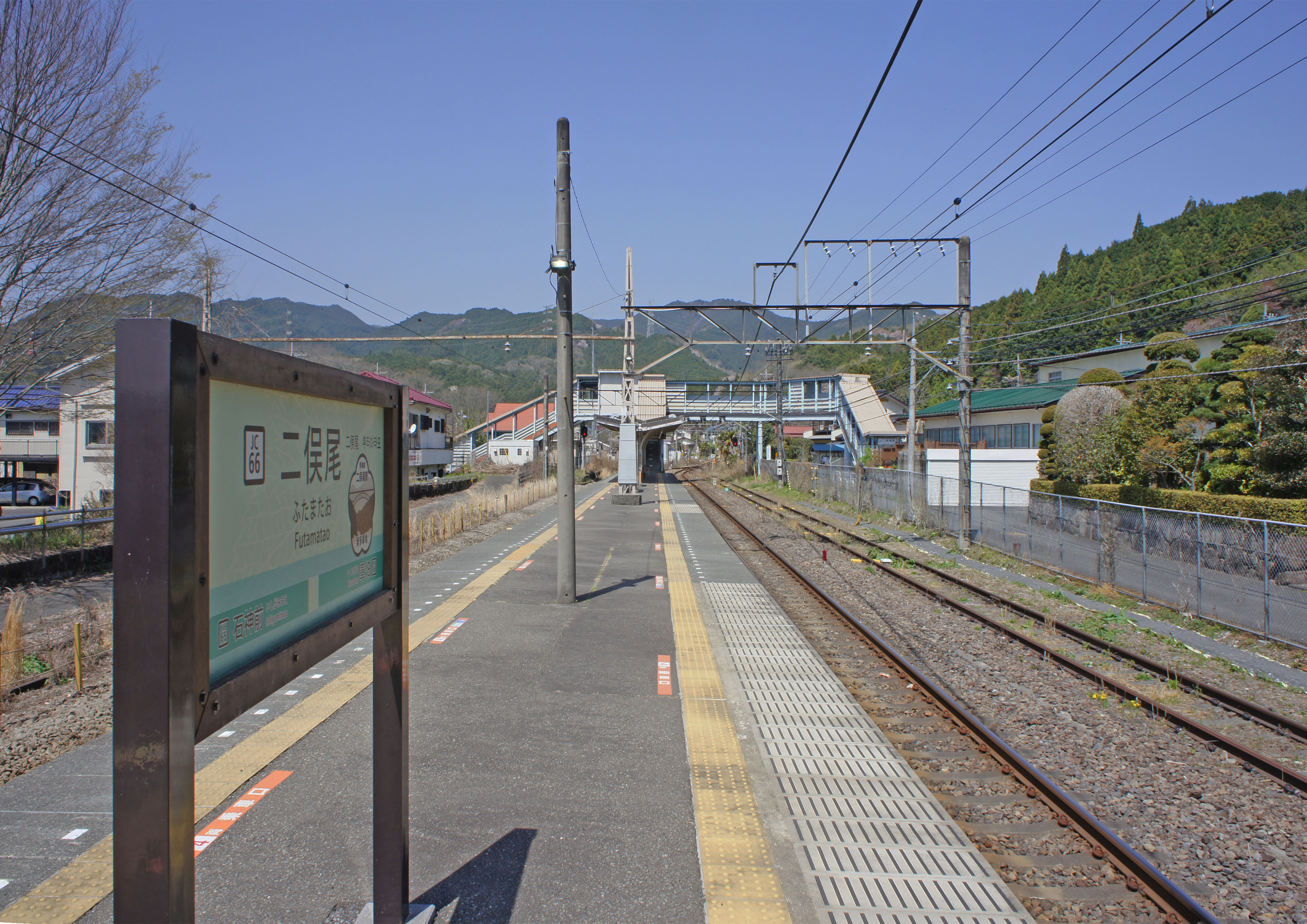
ホーム（2022年4月）

## 利用状況
2014年（平成26年）度の1日平均乗車人員は475人である。
近年の推移は下記の通り。
| 年度               | 1日平均 乗車人員 | 出典     |
| ------------------ | ---------------- | -------- |
| 1990年（平成02年） | 860              | [ * 1 ]  |
| 1991年（平成03年） | 839              | [ * 2 ]  |
| 1992年（平成04年） | 808              | [ * 3 ]  |
| 1993年（平成05年） | 759              | [ * 4 ]  |
| 1994年（平成06年） | 732              | [ * 5 ]  |
| 1995年（平成07年） | 710              | [ * 6 ]  |
| 1996年（平成08年） | 699              | [ * 7 ]  |
| 1997年（平成09年） | 665              | [ * 8 ]  |
| 1998年（平成10年） | 627              | [ * 9 ]  |
| 1999年（平成11年） | 612              | [ * 10 ] |
| 2000年（平成12年） | 591              | [ * 11 ] |
| 2001年（平成13年） | 568              | [ * 12 ] |
| 2002年（平成14年） | 553              | [ * 13 ] |
| 2003年（平成15年） | 550              | [ * 14 ] |
| 2004年（平成16年） | 552              | [ * 15 ] |
| 2005年（平成17年） | 520              | [ * 16 ] |
| 2006年（平成18年） | 527              | [ * 17 ] |
| 2007年（平成19年） | 537              | [ * 18 ] |
| 2008年（平成20年） | 539              | [ * 19 ] |
| 2009年（平成21年） | 516              | [ * 20 ] |
| 2010年（平成22年） | 502              | [ * 21 ] |
| 2011年（平成23年） | 486              | [ * 22 ] |
| 2012年（平成24年） | 478              | [ * 23 ] |
| 2013年（平成25年） | 488              | [ * 24 ] |
| 2014年（平成26年） | 475              | [ * 25 ] |

## 駅周辺
- 青梅街道（国道411号）
- 多摩川
- 二俣尾郵便局
- 警視庁青梅警察署二俣尾駐在所
- 青梅市立第六小学校
- 西東京農業協同組合（JA西東京）二俣尾支店
- 吉川英治記念館
- セブン-イレブン 青梅二俣尾店
- 西東京バス「二俣尾駅」停留所

## その他
- かつて、奥多摩駅側に延長約200mほどの専用鉄道（引込線）があったほか、その先には連続循環の専用索道が雷電山の先の成木（なりき）まで敷設されており、雷電山から採掘された石灰石を積み出すため使用されていた[8][9][10]。
- 村上春樹の長編小説『1Q84』の主人公が降りる駅として登場する。「二人が降りたのは『二俣尾』という駅だった。駅の名前には聞き覚えがなかった。ずいぶん奇妙な名前だ。小さな古い木造の駅で、二人のほかに五人ほどの客がそこで降りた」という記述がある[11]。

## 隣の駅
東日本旅客鉄道（JR東日本）
 青梅線（東京アドベンチャーライン）
■各駅停車
石神前駅 (JC 65) - 二俣尾駅 (JC 66) - 軍畑駅 (JC 67)

### 記事本文
1. 1 2 3  『週刊 JR全駅・全車両基地』 46号 甲府駅・奥多摩駅・勝沼ぶどう郷駅ほか79駅、朝日新聞出版〈週刊朝日百科〉、2013年7月7日、23頁。
2. 1 2 3 4 5  曽根悟（監修） 著、朝日新聞出版分冊百科編集部 編『週刊 歴史でめぐる鉄道全路線 国鉄・JR』 38号 青梅線・鶴見線・南武線・五日市線、朝日新聞出版〈週刊朝日百科〉、2010年4月11日、10-11頁。
3. 1 2 3 4 5 6  石野哲 編『停車場変遷大事典 国鉄・JR編 II』（初版）JTB、1998年10月1日、195頁。ISBN 978-4-533-02980-6。
4. ↑  青梅市議会史編さん委員会 編『青梅市議会史 3』青梅市議会、1992年11月20日、14頁。doi:10.11501/9639837。
5. ↑  「鉄道記録帳2002年2月」『RAIL FAN』第49巻第5号、鉄道友の会、2002年5月1日、24頁。
6. ↑  「JR年表」『JR気動車客車編成表 '02年版』ジェー・アール・アール、2002年7月1日、187頁。ISBN 4-88283-123-6。
7. ↑  “平成28年第2回奥多摩町議会定例会 会議録” (PDF).   奥多摩町. 2018年1月22日時点のオリジナルよりアーカイブ。2020年3月31日閲覧。
8. ↑  『二俣尾石灰石専用線』宇井眞紀子 - 『眠る路線』（ワイズ出版、2003年）
9. ↑  『鉱石積込用スキップ』河村かずふさ - 『シーナリィ・ストラクチャー ガイド 1』p.30（機芸出版社、1988年）
10. ↑  『鉄道施設がわかる本』 p.47, p.93 - 坂本衛（山海堂、2004年）
11. ↑  村上春樹『1Q84』BOOK1、新潮社、2009年5月、208頁。

### 利用状況
1. ↑  東京都統計年鑑 - 東京都
2. ↑  青梅市の統計 - 青梅市

JR東日本の2000年度以降の乗車人員
1. ↑  各駅の乗車人員（2000年度） - JR東日本
2. ↑  各駅の乗車人員（2001年度） - JR東日本
3. ↑  各駅の乗車人員（2002年度） - JR東日本
4. ↑  各駅の乗車人員（2003年度） - JR東日本
5. ↑  各駅の乗車人員（2004年度） - JR東日本
6. ↑  各駅の乗車人員（2005年度） - JR東日本
7. ↑  各駅の乗車人員（2006年度） - JR東日本
8. ↑  各駅の乗車人員（2007年度） - JR東日本
9. ↑  各駅の乗車人員（2008年度） - JR東日本
10. ↑  各駅の乗車人員（2009年度） - JR東日本
11. ↑  各駅の乗車人員（2010年度） - JR東日本
12. ↑  各駅の乗車人員（2011年度） - JR東日本
13. ↑  各駅の乗車人員（2012年度） - JR東日本
14. ↑  各駅の乗車人員（2013年度） - JR東日本
15. ↑  各駅の乗車人員（2014年度） - JR東日本

東京都統計年鑑
1. ↑  東京都統計年鑑（平成2年）
2. ↑  東京都統計年鑑（平成3年）
3. ↑  東京都統計年鑑（平成4年）
4. ↑  東京都統計年鑑（平成5年）
5. ↑  東京都統計年鑑（平成6年）
6. ↑  東京都統計年鑑（平成7年）
7. ↑  東京都統計年鑑（平成8年）
8. ↑  東京都統計年鑑（平成9年）
9. ↑  東京都統計年鑑（平成10年） (PDF)
10. ↑  東京都統計年鑑（平成11年） (PDF)
11. ↑  東京都統計年鑑（平成12年）
12. ↑  東京都統計年鑑（平成13年）
13. ↑  東京都統計年鑑（平成14年）
14. ↑  東京都統計年鑑（平成15年）
15. ↑  東京都統計年鑑（平成16年）
16. ↑  東京都統計年鑑（平成17年）
17. ↑  東京都統計年鑑（平成18年）
18. ↑  東京都統計年鑑（平成19年）
19. ↑  東京都統計年鑑（平成20年）
20. ↑  東京都統計年鑑（平成21年）
21. ↑  東京都統計年鑑（平成22年）
22. ↑  東京都統計年鑑（平成23年）
23. ↑  東京都統計年鑑（平成24年）
24. ↑  東京都統計年鑑（平成25年）
25. ↑  東京都統計年鑑（平成26年）